# ダニエラ・シリバシュ
ダニエラ・シリバシュ（ルーマニア語: Viorica Daniela Silivaș-Harper, Daniela Silivaș、英語: Daniela Silivaș、1972年5月9日 デヴァ – ）はルーマニアデヴァ出身の女子体操競技選手である。ダニエラ・シリバスとも表記される。

## 主な成績
- 1987年ロッテルダム世界体操選手権団体総合優勝、個人総合3位、種目別床運動優勝
- 1988年ソウルオリンピック団体総合、個人総合銀メダル、種目別床運動、段違い平行棒、平均台で金メダル獲得する。
- 1989年シュトゥットガルト世界体操選手権団体総合2位、種目別段違い平行棒、平均台、床運動優勝

## プロフィール
6歳から体操を始め1981年に6ヶ月だけベラ・カロリーの指導を受けた。1980年から1982年までルーマニアのジュニア選手権で優勝し、1984年のヨーロッパジュニア体操選手権の平均台で金メダル、段違い平行棒、ゆかで銀メダル、個人総合で4位となった。1984年にDruzhbaで行われたジュニアフレンドシップトーナメントで個人総合と段違い平行棒で優勝した。この大会にはスベトラーナ・ボギンスカヤ、アウレリア・ドブレ、ダグマー・ケルステンも出場していた。その後ルーマニア体操協会は彼女の生まれた年を1972年から1970年に改ざんしモントリオールで行われた1985年世界体操競技選手権に出場させた。この事実は2002年に彼女自身が告白するまで明るみに出なかった。彼女は当時13歳であったがパスポートには15歳と記載された。この大会で彼女は平均台で10点満点を出して前年のオリンピックチャンピオン、エカテリーナ・サボーを破り金メダルを獲得した。
1986年の体操競技ワールドカップではソ連のエレーナ・シュシュノワに次いで2位となりルーマニア代表チームのリーダーとなった。
ロッテルダムで行われた1987年世界体操競技選手権団体では同僚のアウレリア・ドブレらとともにエレーナ・シュシュノワらを中心とする宿敵ソビエトを破り、1979年大会以来となる優勝を成し遂げた。個人総合ではアウレリア・ドブレとエレーナ・シュシュノワに敗れて銅メダルとなったが段違い平行棒とゆかでは金メダルを獲得した。
翌1988年のソウルオリンピックでは個人総合はドブレ、シリバシュ、シュシュノワ、スベトラーナ・バイトワによる争いになると注目された。団体ではルーマニアはソ連に次ぐ銀メダルとなり、個人総合を迎えた。彼女とシュシュノワは激しい争いを見せ、ゆかでは共に10点満点、シュシュノワは跳馬で10点満点、一方彼女は段違い平行棒で10点満点を獲得した。最終競技を前に彼女がリードしたが最後の跳馬で9.950点となり0.025点差の僅差で敗れ銀メダルに終わった。個人総合でのジャッジには論争を呼んでいる。跳馬の1回目は6人の審判のうち3人が10点満点、2人が9.9点、ソ連のネリー・キムは9.8点をつけた。2回目は6人の審判全員が9.9点をつけた。International Gymnastによると彼女は最終演技の後、勝利を確信していたという。彼女は公にはそのことを口にしなかったが元コーチのベラ・カロリーによると「誠実で品位のある子だった。私の方が優れていた。とは言わないだろう。しかしライバルのシュシュノワを祝福することはできなかったのだろう。」と語った。こうした論争はあったもののルーマニアのコーチ、協会は抗議することはなかった。なお6人のジャッジ中最高点、最低点のものは除外され4人の審判の平均点が得点となるルールであった。その後行われた種目別では段違い平行棒、ゆか、平均台で金メダル、跳馬でもスベトラーナ・ボギンスカヤ、ガブリエラ・ポトラックに次いで銅メダルを獲得した。彼女はこの大会で団体、個人総合、個人種目別の全てでメダルを獲得した唯一の選手となり、ナディア・コマネチ以来となる7回の10点満点をマークした。
1989年、ひざの怪我に悩まされていたもののヨーロッパ体操競技選手権では、ゆかで金メダルを獲得し個人総合でボギンスカヤに次いで銀メダルを獲得するなど合計4つのメダルを獲得した。怪我をおしたまま出場した1989年世界体操競技選手権では平均台で落下し個人総合で12位となったが種目別では段違い平行棒、平均台、ゆかの3種目で金メダルを獲得した。その後いくつかの大会に出場した後、ひざの手術を行いトレーニングを再開したがルーマニア革命の末、デヴァにあったナショナルトレーニングセンターは閉鎖されることとなり1990年彼女は引退し、1991年からアメリカのアトランタでコーチをしている。2002年に国際体操殿堂入りした。